# Raphaël Cacérès
Raphaël Cacérès (Carpentras, 1 september 1987) is een Frans voetballer die doorgaans als aanvaller speelt. Hij verruilde FC Sochaux in juli 2016 transfervrij voor Troyes AC.

## Clubcarrière
Cacérès speelde voor diverse clubs in de Franse vierde, derde en tweede klasse. In 2011 steeg hij met Dijon FCO naar de Ligue 1, maar werd hij meteen uitgeleend aan tweedeklasser Troyes AC. In januari 2013 trok hij naar AC Arles-Avignon. Op 31 augustus 2013 tekende hij een tweejarig contract met optie op een extra jaar bij SV Zulte Waregem.

## Statistieken
| Seizoen | Club             | Land      | Competitie             | Wed. | Doelp. |
| ------- | ---------------- | --------- | ---------------------- | ---- | ------ |
| 2006/07 | FC Rouen         | Frankrijk | Championnat National 2 | 26   | 2      |
| 2007/08 | FC Rouen         | Frankrijk | Championnat National 2 | 12   | 3      |
| 2008/09 | ÉDS Montluçon    | Frankrijk | Championnat National 2 | 32   | 11     |
| 2009/10 | Luzenac AP       | Frankrijk | Championnat National   | 38   | 11     |
| 2010/11 | Dijon FCO        | Frankrijk | Ligue 2                | 30   | 6      |
| 2011/12 | Dijon FCO        | Frankrijk | Ligue 1                | 2    | 0      |
| 2011/12 | → Troyes AC      | Frankrijk | Ligue 2                | 30   | 10     |
| 2012/13 | Dijon FCO        | Frankrijk | Ligue 2                | 17   | 5      |
| 2012/13 | AC Arles-Avignon | Frankrijk | Ligue 2                | 16   | 7      |
| 2013/14 | AC Arles-Avignon | Frankrijk | Ligue 2                | 4    | 0      |
| 2013/14 | SV Zulte Waregem | België    | Jupiler Pro League     | 32   | 5      |
| 2014/15 | SV Zulte Waregem | België    | Jupiler Pro League     | 2    | 0      |
| 2014/15 | FC Sochaux       | Frankrijk | Ligue 2                | 22   | 4      |
| 2015/16 | FC Sochaux       | Frankrijk | Ligue 2                | 19   | 2      |
| 2016/17 | Troyes AC        | Frankrijk | Ligue 2                | 17   | 1      |
| 2017/18 | Troyes AC        | Frankrijk | Ligue 1                | 0    | 0      |
| Totaal  | Totaal           | Totaal    | Totaal                 | 299  | 67     |

1 Bouallak ·
2 Palmer-Brown ·
3 Koné ·
4 Biancone ·
5 Dingomé ·
6 Kouamé ·
7 Touzghar ·
9 Suk ·
10 Tardieu ·
11 Rodrigues ·
12 Conté ·
13 Ugbo ·
14 Chambost ·
15 Azamoum ·
16 Renot ·
17 Salmier ·
18 Ilić ·
19 El Hajjam ·
20 Ripart ·
22 Larouci ·
23 Rami  ·
24 Chavalerin ·
25 Baldé ·
26 Mothiba ·
27 Domingues ·
28 Chadli ·
29 Kaboré ·
30 Gallon ·
31 Metinho ·
40 Moulin ·
Coach: Irles